# Mira (Spanien)
Mira ist ein Ort und eine zentralspanische Gemeinde (municipio) mit 921 Einwohnern (Stand: 2024) im Norden der Provinz Cuenca in der Autonomen Region Kastilien-La Mancha. Neben dem gleichnamigen Hauptort Mira besteht die Gemeinde aus den Ortschaften La Cañada de Mira und Cañavedija.

## Lage und Klima
Mira liegt auf der Westseite des Iberischen Gebirges in einer Höhe von ca. 830 m. Die Provinzhauptstadt Cuenca befindet sich gut 85 Kilometer (Fahrtstrecke) nordwestlich. Das Klima im Winter ist gemäßigt, im Sommer dagegen warm bis heiß. Durch die Gemeinde führt die Ruta de la Lana.

## Bevölkerungsentwicklung
| Jahr      | 1970 | 1981 | 1991 | 2001 | 2011 | 2021 |
| Einwohner | 1647 | 1252 | 1181 | 1143 | 1012 | 937  |

## Sehenswürdigkeiten
- Marienkirche (Iglesia de Nuestra Señora de la Asunción)
- Marienkapelle

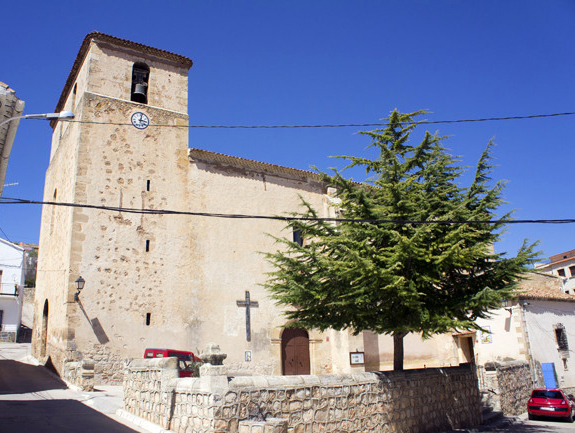
Kirche Mariä Himmelfahrt
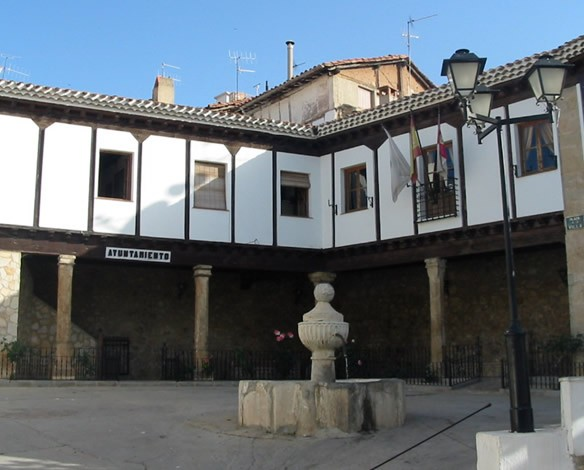
Rathaus